# Discografia di Riki
La discografia di Riki, cantautore italiano, è costituita da due album in studio, uno dal vivo, un EP, diciassette singoli e dodici video musicali (inclusi quelli come artista ospite), pubblicati dal 2017.

## Album

### Album in studio
| Anno                                                         | Titolo | Classifiche | Classifiche | Certificazioni     | Unità           |
| Anno                                                         | Titolo | ITA         | SWI         | Certificazioni     | Unità           |
| ------------------------------------------------------------ | --- | ----------- | ----------- | ------------------ | --------------- |
| 2017                                                         | Mania - Pubblicato: 20 ottobre 2017 - Etichetta: Sony Music - Formati: CD, download digitale, streaming                | 1           | 44          | - ITA: Platino (2) | - ITA: 100 000+ |
| 2020                                                         | Popclub - Pubblicato: 20 ottobre 2017 - Etichetta: RCA Records, Sony Music - Formati: CD, download digitale, streaming | 2           | —           |                    |                 |
| "—" indica una pubblicazione non classificata in quel paese. | |             |             |                    |                 |

### Album dal vivo
| Anno | Titolo | Classifiche | Classifiche |
| Anno | Titolo | ITA         | SWI         |
| ---- | --- | ----------- | ----------- |
| 2018 | Live & Summer Mania - Pubblicato: 15 giugno 2018 - Etichetta: Columbia Records - Formati: CD, download digitale, streaming | 2           | 83          |

## Extended play
| Anno | Titolo | Classifiche | Classifiche | Certificazioni     | Unità           |
| Anno | Titolo | ITA         | SWI         | Certificazioni     | Unità           |
| ---- | --- | ----------- | ----------- | ------------------ | --------------- |
| 2017 | Perdo le parole - Pubblicato: 19 maggio 2017 - Etichetta: Sony Music - Formati: CD, 12", download digitale, streaming | 1           | 15          | - ITA: Platino (3) | - ITA: 150 000+ |

## Singoli

### Come artista principale
| Anno                                                         | Titolo                                   | Classifiche | Classifiche | Certificazioni      | Unità          | Album di provenienza |
| Anno                                                         | Titolo                                   | ITA         | ARG         | Certificazioni      | Unità          | Album di provenienza |
| ------------------------------------------------------------ | ---------------------------------------- | ----------- | ----------- | ------------------- | -------------- | -------------------- |
| 2017                                                         | Perdo le parole                          | 11          | —           | - ITA: Platino      | - ITA: 50 000+ | Perdo le parole      |
| 2017                                                         | Polaroid                                 | 42          | —           | - ITA: Platino      | - ITA: 50 000+ | Perdo le parole      |
| 2017                                                         | Balla con me                             | —           | —           |                     |                | Perdo le parole      |
| 2017                                                         | Se parlassero di noi                     | 4           | —           | - ITA: Platino      | - ITA: 50 000+ | Mania                |
| 2017                                                         | Aspetterò lo stesso                      | —           | —           |                     |                | Mania                |
| 2018                                                         | Tremo (dolce vita)                       | 59          | —           | Live & Summer Mania |                |                      |
| 2018                                                         | Dolor de cabeza (feat. CNCO)             | 43          | 90          | Live & Summer Mania |                |                      |
| 2019                                                         | Resulta (con i Reik)                     | —           | —           | /                   |                |                      |
| 2019                                                         | Gossip                                   | —           | —           | Popclub             |                |                      |
| 2020                                                         | Lo sappiamo entrambi                     | 47          | —           | Popclub             |                |                      |
| 2020                                                         | Litighiamo                               | —           | —           | Popclub             |                |                      |
| 2021                                                         | Scusa                                    | —           | —           | /                   |                |                      |
| 2022                                                         | Ferrari White                            | —           | —           | /                   |                |                      |
| 2024                                                         | Quanto sei bella                         | —           | —           | Casabase            |                |                      |
| 2025                                                         | Carillon                                 | —           | —           | Casabase            |                |                      |
| 2025                                                         | Cha Cha Twist! (feat. Lorella Cuccarini) | —           | —           | Casabase            |                |                      |
| "—" indica una pubblicazione non classificata in quel paese. |                                          |             |             |                     |                |                      |

### Come artista ospite
| Anno | Titolo                        | Classifiche | Album di provenienza |
| Anno | Titolo                        | ITA         | Album di provenienza |
| ---- | ----------------------------- | ----------- | -------------------- |
| 2018 | Sbagliato (Lowlow feat. Riki) | 19          | /                    |

## Altri brani entrati in classifica e/o certificati
| Anno | Titolo                 | Classifiche | Certificazioni | Unità          | Album di provenienza |
| Anno | Titolo                 | ITA         | Certificazioni | Unità          | Album di provenienza |
| ---- | ---------------------- | ----------- | -------------- | -------------- | -------------------- |
| 2016 | Sei mia                | 28          | - ITA: Oro     | - ITA: 25 000+ | Perdo le parole      |
| 2017 | Diverso                | 78          |                |                | Perdo le parole      |
| 2017 | Ti luccicano gli occhi | 94          |                |                | Perdo le parole      |

## Video musicali
| Anno | Titolo               | Regista/i                          |
| ---- | -------------------- | ---------------------------------- |
| 2017 | Balla con me         | Gaetano Morbioli                   |
| 2017 | Se parlassero di noi | The Astronauts                     |
| 2017 | Aspetterò lo stesso  | The Astronauts                     |
| 2018 | Sbagliato            | Francesca Nale                     |
| 2018 | Tremo (dolce vita)   | Trilathera                         |
| 2018 | Dolor de cabeza      | Mauro Russo                        |
| 2019 | Resulta              | Charlie Nelson e Nuno Gomes        |
| 2019 | Gossip               | Giacomo Triglia                    |
| 2020 | Lo sappiamo entrambi | Giacomo Triglia                    |
| 2021 | Scusa                | Giacomo Triglia                    |
| 2024 | Quanto sei bella     | Papeltengo                         |
| 2025 | Cha Cha Twist!       | Pablo Papeltengo e Paolo Sponzilli |